# 佩雷內區

佩雷內區（西班牙語：Distrito de Perené）是秘魯的一個區，位於該國中部胡寧大區的錢查馬約省，始建於1986年1月14日，面積1,224.16平方公里，海拔高度650米，2005年人口49,781，人口密度每平方公里41人。